# Antoine y Colette
Antoine y Colette es un cortometraje de Francia de 1962, escrito y dirigido por François Truffaut. Es la segunda película de la serie acerca del personaje Antoine Doinel, quien había sido el protagonista de Los 400 golpes, interpretado por Jean-Pierre Léaud. 
Esta película fue hecha para El amor a los veinte años, conformada por cortometrajes de reconocidos directores como Shintarô Ishihara, Marcel Ophüls, Renzo Rossellini, Andrzej Wajda, y Truffaut.
- Datos: Q2856966
- Multimedia: Antoine et Colette / Q2856966